# Ludwig Ferdinand Clauß
Ludwig Ferdinand Clauß či Clauss (8. února 1892 Offenburg – 13. ledna 1974 Huppert, region Taunus) byl německý antropolog, psycholog a rasový teoretik v době Třetí říše.

## Život
Byl studentem Edmunda Husserla. Využil jeho teorii fenomenologie a aplikoval ji v rasové psychologii. V praxi tuto psychologickou teorii studoval tak, že pozoroval gesta, pohyby, mimiku lidí a tím určil tzv. rasový styl. V roce 1927–1931 cestoval po Blízkém východě převlečený za kočovného šejka, aby studoval rasově-psychologickou formu Beduínů. V roce 1933 vstoupil do NSDAP a stal se odborným asistentem na univerzitě v Berlíně a také se snažil představit svou rasovou psychologii do německého vzdělání a to ve vyšší tak i nižší úrovni. Jeho teorie nebyla zcela úspěšná kvůli částečné opozici ze strany NSDAP, i když jeho práce byla obecně velmi populární. V roce 1943 přišel o práci a byl vyloučen z NSDAP, protože zaměstnal jako výzkumnou asistentku Margarete Landé, která byla židovského původu.
Podle jeho teorie má každá rasa tzv. rasovou duši – myšleno metafyzicky. Rasová duše odkazuje na zvláštní styl chování a kolektivní osobnostní charakter každé rasy, což je také spojeno i s kulturou. Ideální rasová bytost by měla mít psychický rasový styl shodný s fyzickým rasovým stylem, který slouží jako médium pro tyto výrazy. Jeho díla ovlivnily Tomislava Sunica a Julia Evolu.

## Dílo
- Die nordische Seele. Artung. Prägung. Ausdruck (1923)]
- Fremde Schönheit. Eine Betrachtung seelischer Stilgesetze (1928)
- Rasse und Seele. Eine Einführung in die Gegenwart (1926)
- Rasse und Seele. Eine Einführung in den Sinn der leiblichen Gestalt. (1937)]
- Als Beduine unter Beduine (1931)
- Die nordische Seele (1932)
- Die nordische Seele. Eine Einführung in die Rassenseelenkunde (1940)
- Rassenseelenforschung im täglichen Leben (1934)
- Vorschule der Rassenkunde auf der Grundlage praktischer Menschenbeobachtung (1934)
- Rasse und Charakter, Erster Teil : Das lebendige Antlitz (1936)
- Rasse ist Gestalt (1937)
- Semiten der Wüste unter sich. Miterlebnisse eines Rassenforschers (1937)
- Rassenseele und Einzelmensch (1938)
- König und Kerl (1948)
- Thuruja (1950)
- Verhüllte Häupter (1955)
- Die Wüste frei machen (1956)
- Flucht in die Wüste (1960-63)
- Die Seele des Andern. Wege zum Verstehen im Abend- und Morgenland (1958)
- Die Weltstunde des Islams (1963)